# Serhii Plokhy
Serhii Mykolayovytsj Plokhy (Oekraïens: Сергій Миколайович Плохій) (Gorki, 23 mei 1957) is een Oekraïens historicus en hoogleraar Oekraïense geschiedenis aan de Harvard-universiteit. Tevens is hij voorzitter van het Harvard Ukrainian Research Institute.

## Biografie
Serhii Plokhy werd geboren in de Russische stad Gorki. Zijn ouders waren beide afkomstig uit Oekraïne en ze keerden kort na de geboorte van hun zoon terug naar Zaporizja. Hij studeerde achtereenvolgens aan de universiteit van Dnipro, de Universiteit van de Vriendschap der Volkeren en de Nationale Taras Sjevtsjenko-universiteit van Kiev. In 1991 werd hij professor in de geschiedenis aan de universiteit van Dnipro. Hij migreerde vervolgens naar Canada en kreeg een aanstelling als hoogleraar Oekraïense geschiedenis aan de Universiteit van Alberta. Sinds 2007 bekleedt Plokhy eenzelfde leerstoel aan de Harvard-universiteit, waar hij tevens ook het Harvard Ukrainian Research Institute leidt.
In 2024 verkreeg hij de Arenberg Prijs voor zijn boek The Russo-Ukrainian War.

## Geselecteerde bibliografie
- The Cossacks and Religion in Early Modern Ukraine. Oxford University Press, 2002.
- Unmaking Imperial Russia. Mykhailo Hrushevsky and the Writing of Ukrainian History. University of Toronto Press, 2005.
- Ukraine and Russia. Representations of the Past. University of Toronto Press, 2008.
- The Cossack Myth. History and Nationhood in the Age of Empires. Cambridge University Press, 2012.
- The Last Empire. The Final Days of the Soviet Union. Basic Books, New York 2014.
- The Gates of Europe. A History of Ukraine. Basic Books, New York 2015. (vertaald als; De poorten van Europa: Een geschiedenis van Oekraïne, Querido, Amsterdam 2022)
- Lost Kingdom: The Quest for Empire and the Making of the Russian Nation. Basic Books, New York, 2017. (vertaald als: Het verloren koninkrijk: De geschiedenis van Rusland van 1470 tot heden, Spectrum, Amsterdam, 2018)
- Chernobyl. History of a Tragedy. Allen Lane, London 2018.
- Forgotten Bastards of the Eastern Front. American Airmen behind the Soviet Lines and the Collapse of the Grand Alliance. Oxford University Press, 2019. (vertaald als: De alliantie van wantrouwen: Amerikaanse militairen achter de Sovjetlinies en het begin van de Koude Oorlog, Spectrum, Amsterdam, 2020.
- The Russo-Ukrainian War. Allen Lane, London 2023.